# Avery Dulles
Avery Robert Dulles (24 d'agost de 1918, Auburn, Nova York - † 12 de desembre de 2008) fou un teòleg jesuïta estatunidenc, nomenat cardenal tot i que mai no fou bisbe.

## Biografia
És fill del secretari d'Estat John Foster Dulles, fou criat protestant, però va convertir-se a la fe catòlica quan estudiava a la Universitat Harvard. Després de servir a la marina dels EUA, entrà a la Companyia de Jesús i fou ordenat sacerdot el 16 de juny del 1956. Obtingué un doctorat en teologia a la Universitat Pontifícia Gregoriana de Roma.
Ensenyà teologia a la Universitat de Woodstock del 1960 al 1974 i a la Universitat Catòlica d'Amèrica del 1974 al 1988, i fou professor visitant en d'altres institucions. Fou autor de 23 llibres i més de 750 articles. Fou president de la Societat Teològica Catòlica d'Amèrica i de la Societat Teològica d'Amèrica. També fou membre de la Comissió Teològica Internacional i de l'organisme dels EUA per al diàleg catòlico-luterà, i consultor de la Comissió Episcopald els Estats Units sobre doctrina.
Va ser creat i proclamat cardenal per Joan Pau II en el consistori del 21 de febrer del 2001 de la diaconia de SS. Nomi di Gesù e Maria a Via Lata.

## Obres
- Avery Dulles. The Priestly Office: A Theological Reflection.  Paulist Press, 1997. ISBN 9780809137169.
- Avery Dulles. Evangelization for the Third Millennium.  Paulist Press, 2009. ISBN 9780809146222.
- Avery Dulles. The Catholicity of the Church.  Oxford University Press, 1987. ISBN 9780191520464.
- Avery Dulles. A Testimonial to Grace: And, Reflections on a Theological Journey.  Rowman & Littlefield, 1996. ISBN 9781556129049.
- Avery Dulles. Models of the Church.  Doubleday Religious Publishing Group, 2002. ISBN 9780385505451.
- Avery Dulles. The Assurance of Things Hoped for: A Theology of Christian Faith.  Oxford University Press, 1996. ISBN 9780195109733.
- Avery Dulles. La Foi, le dogme et les chrétiens. Réflexion pour le temps présent.  Editions Beauchesne, 1975. ISBN 9782701003849.
- Avery Dulles, Leon Klenicki, Edward Idris Cassidy. The Holocaust, Never to be Forgotten: Reflections on the Holy See's Document We Remember.  Paulist Press, 2001. ISBN 9780809139859.
- Avery Dulles. Church and Society: The Laurence J. McGinley Lectures, 1988-2007.  Fordham Univ Press, 2008. ISBN 9780823228645.